# Східний батальйон

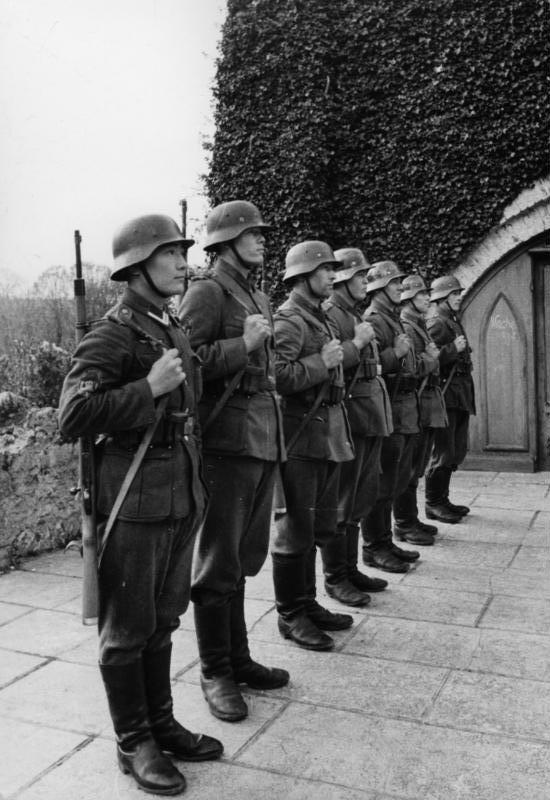
Вояки Туркестанського легіону Вермахту на вартовій службі. Тронвіль. Франція. Жовтень 1943

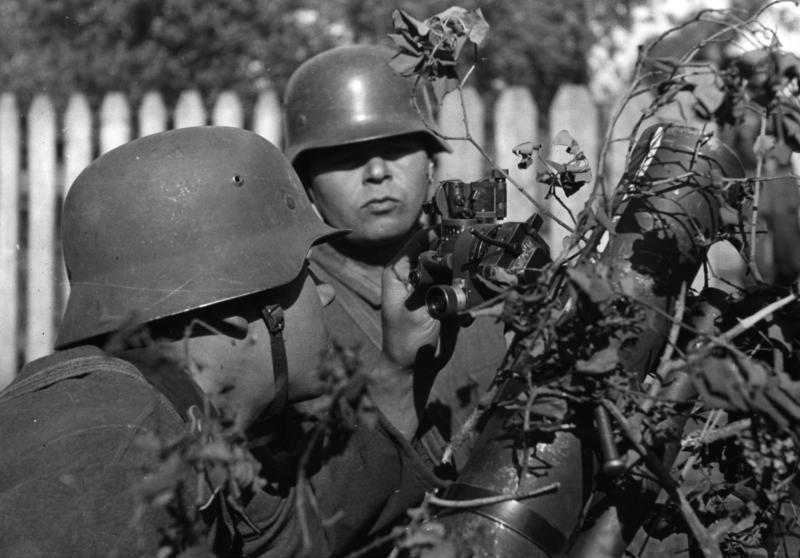
Мінометна обслуга Волзькотатарського легіону Вермахту. 1942

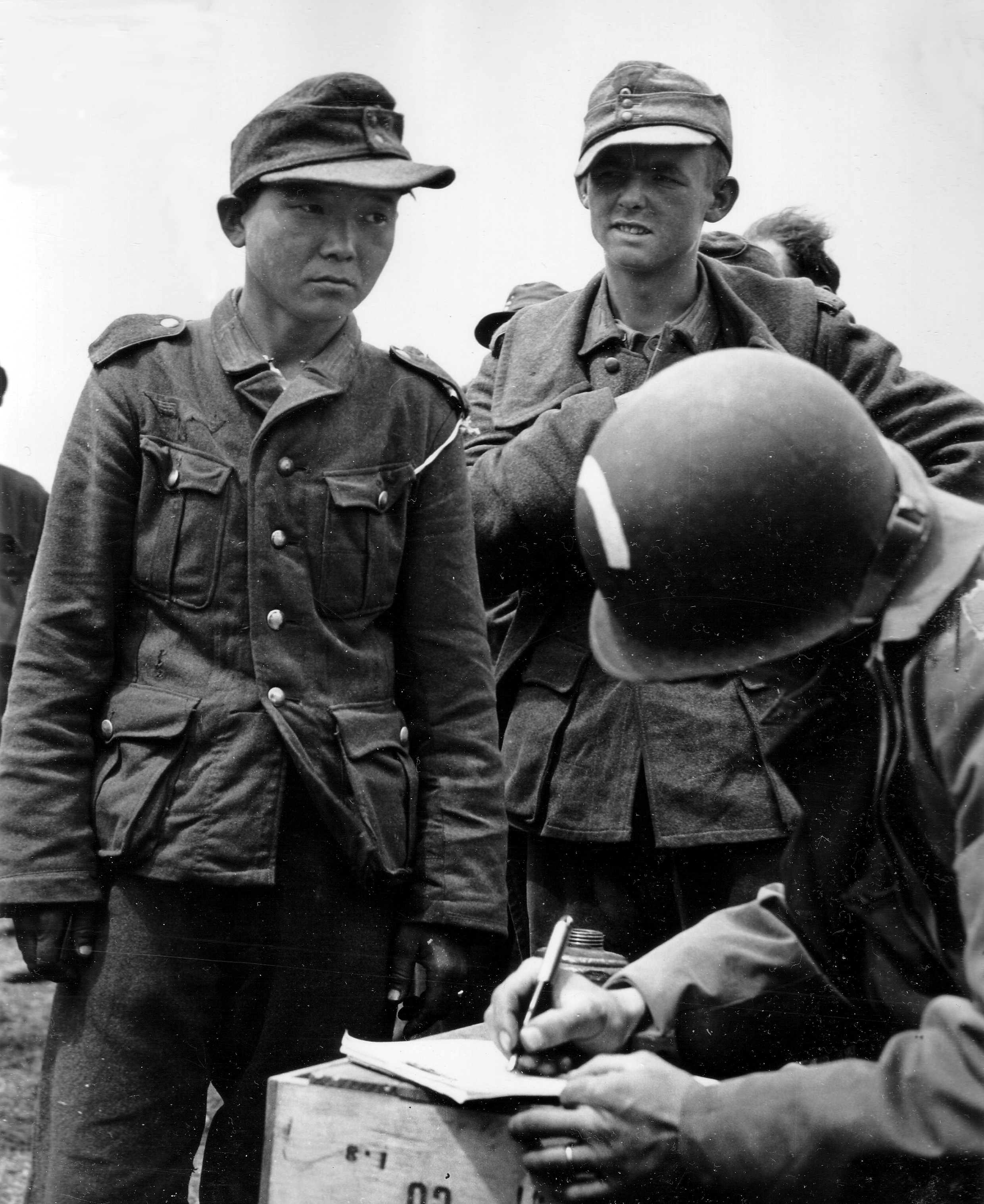
Ян Кьонджон (1920–1992) — корейський солдат, що проходив службу в японській імператорській армії, Червоній армії та східних легіонах Вермахту протягом Другої світової війни. У червні 1944 потрапив до полону американцям після висадки союзників у Нормандії

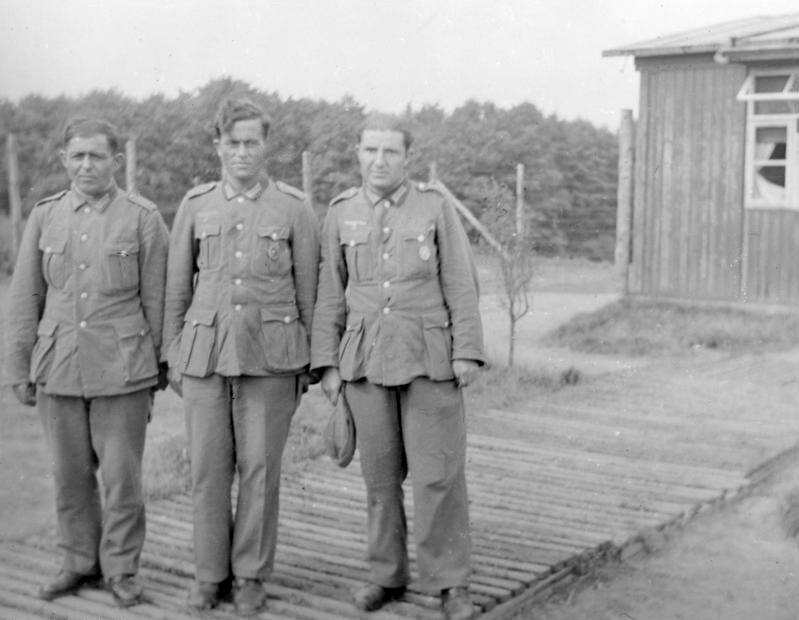
Вірменські легіонери Вермахту. 1941

Східні батальйони, також Східні легіони (нім. Ostlegionen) або Східні війська (нім. Osttruppen) — добровольчі військові формування у складі сухопутних військ Вермахту, що комплектувалися особами з числа громадян СРСР (колишніх радянських військовополонених, призовників та добровольців) й брали участь у бойових діях під час Другої світової війни.
Східні легіони, на відміну від армії Власова (Російської визвольної армії), комплектувалися виключно національними меншинами, що не належали до росіян. За оцінками деяких західних істориків загальна чисельність таких формувань налічувала близько 130–150 тис. чоловік; дехто схильний вважати, що чисельність наближалася до 400-500 тис. чоловік у різних формуваннях.

## Перелік Східних легіонів
| Легіон                    | Назва німецькою                                            | Чисельність та склад                                                                                               |
| ------------------------- | ---------------------------------------------------------- | --- |
| Вірменський легіон        | Armenische Legion                                          | 11 батальйонів вірменського легіону (18 000 чоловік)                                                               |
| Азербайджанський легіон   | Azerbaijani Legion                                         | 14 азербайджанських батальйонів (40 000 чоловік)                                                                   |
| Білоруський легіон        |                                                            | |
| Північнокавказький легіон | Kaukasische Mohammedaner- Legion/Kaukasische Moslem-Legion | 5 Північнокавказьких батальйонів, в яких також служили азербайджанці, чеченці тощо                                 |
| Естонський легіон         | Estnische Legion                                           | |
| Грузинський легіон        | Georgische Legion                                          | 14 грузинських батальйонів                                                                                         |
| Латиський легіон          | Lettische Legion                                           | |
| Литовський легіон         | лит. Ypatingasis būrys                                     | |
| Туркестанський легіон     | Turkestanische Legion                                      | 34 туркестанських батальйони, комплектувалися тюркомовним населенням Середньої Азії (узбеки, казахи, киргизи тощо) |
| Волзькотатарський легіон  | Wolgatartarische Legion                                    | 8 Волзько-татарських батальйонів                                                                                   |

## Створення Східних легіонів
Взимку 1941 року на основі розгромленої на Східному фронті 162-ї піхотної дивізії Вермахту, що проводила реформування та відновлення на території Генеральної губернії, розпочалося формування нової 162-ї тюркської дивізії, що мала у своєму складі перші 4 національних легіони: Туркестанський, Грузинський, Вірменський та Кавказько-магометанський. Згодом започаткувалося створення ще 2-х легіонів: Волзькотатарського й Азербайджанського.
У травні 1943 року піхотна дивізія завершила формування з представників тюркомовних громадян СРСР — військовополонених та перебіжчиків з Червоної Армії (азербайджанців, вірмени та туркестанців — узбеків, казахів, туркменів, киргизів). Весь офіцерський склад і більшість унтер-офіцерів у цій дивізії були з німців (громадян Німеччини).
На основі цих підрозділів формувалося 82 батальйони, а з часом — 98 національних батальйонів, що входили до складу Вермахту. 80 з батальйонів проходили службу на Східному фронті та Балканах, а у 1943 12 Східних батальйонів було передислоковано до Франції та Італії для виконання окупаційних функцій.
Зазвичай Східні батальйони мали організаційну структуру німецького піхотного батальйону, особовий склад носив німецьку польову форму, оснащувався німецькою або трофейною зброєю й уходив до штату дивізій або корпусів Вермахту. Наприкінці 1943 загальна чисельність таких батальйонів нараховувала 427 000 чоловік, що дорівнювало приблизно 30 регулярним дивізіям німецьких сухопутних військ.
Переважна більшість особового складу Східних легіонів набиралася за рахунок колишніх радянських громадян. Такі частини в основному виконували другорядні задачі, у віддалені від основних регіонів озброєної боротьби, як-то ведення антипартизанських дій на Балканах та у Франції, тим самим визволяючи від цього регулярні німецькі формування. Надійність та ефективність служби Східних батальйонів залишається надто складним питанням: іноді таки частини демонстрували неабияку мужність та стійкість у боях з супротивником, але частіше всього, Східні війська відразу ж капітулювали або тікали з передової при першій же атаки ворога.